# هایلند پارک (تگزاس)
هایلندپارک (به انگلیسی: Highland Park, Texas)، شهری در مرکز دالاس، ایالت تگزاس، ایالات متحده امریکا است. در سرشماری سال ۲۰۰۰ جمعیت این شهر ۸۸۴۲ نفر برآورد شده‌است.
هایلندپارک چهلمین شهر ثروتمند در ایالات متحده و سومین شهر ثرومند در ایالت تگزاس بر اساس درآمد سرانه می‌باشد. نشانه‌های پستی در هایلندپارک یات «دالاس، تگزاس» یا «هایلندپارک» نوشته می‌شود.

## تاریخچه
سرزمینی که اکنون به نام هایلندپارک شناخته می‌شود از سوی یک گروه از سرمایه گذاران فیلادفیایی خریدار شده بود.

## نگارخانه

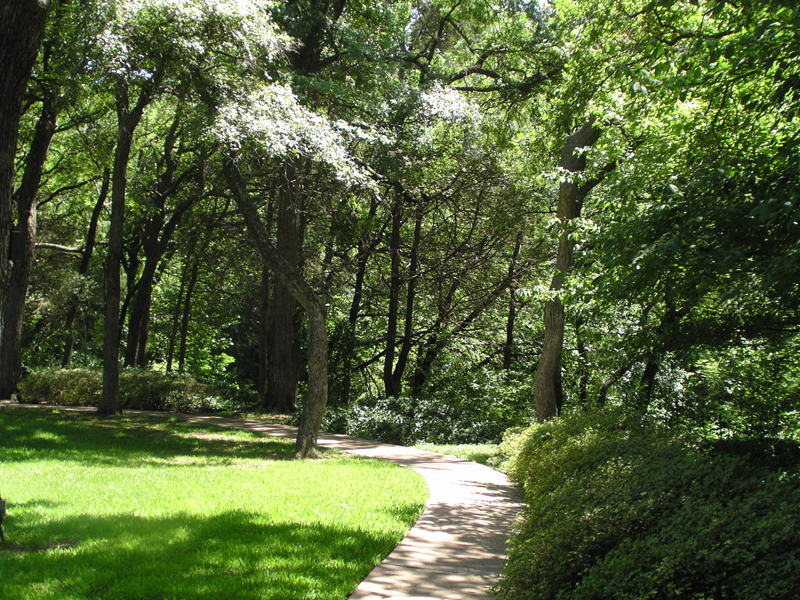
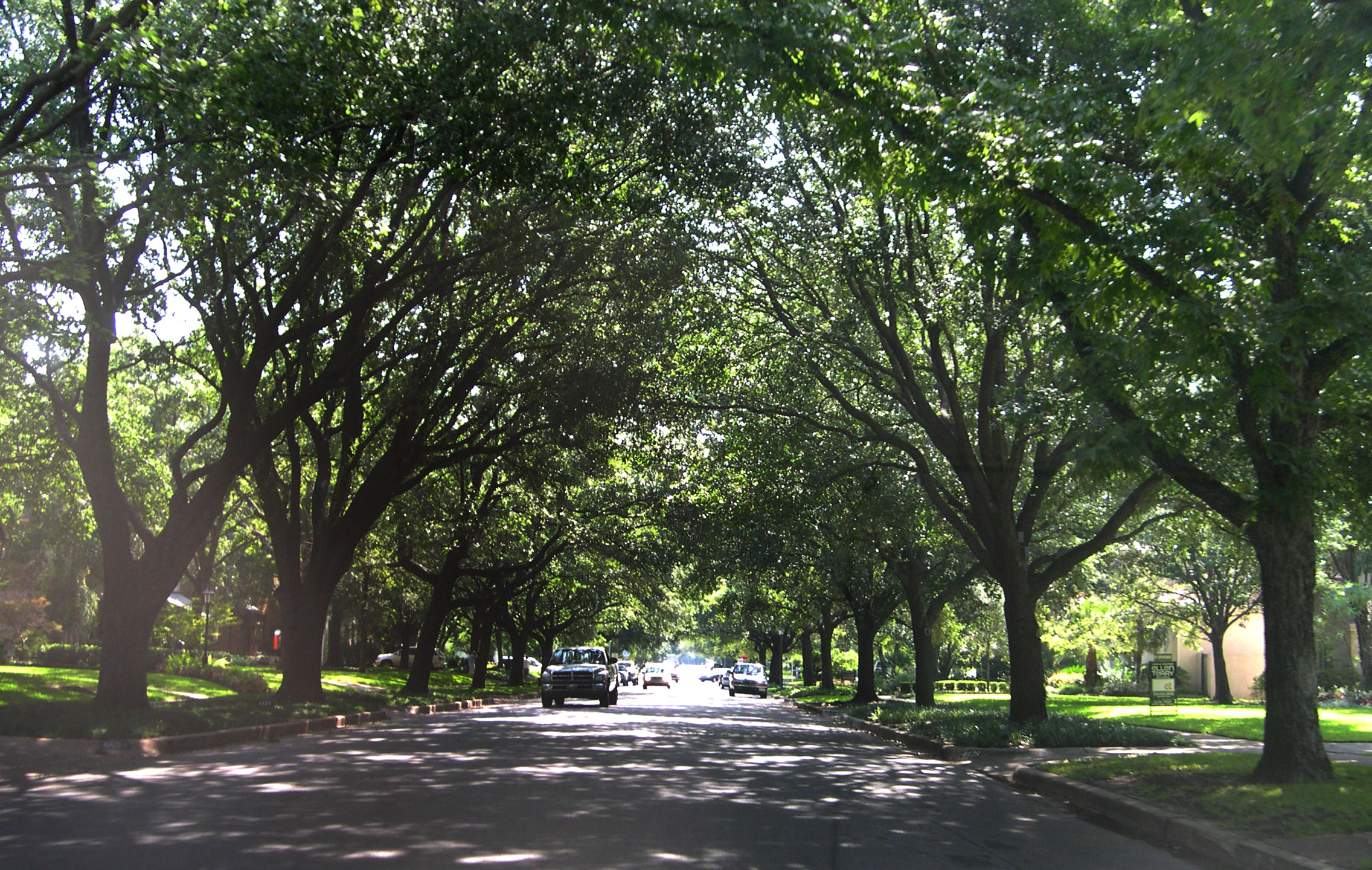
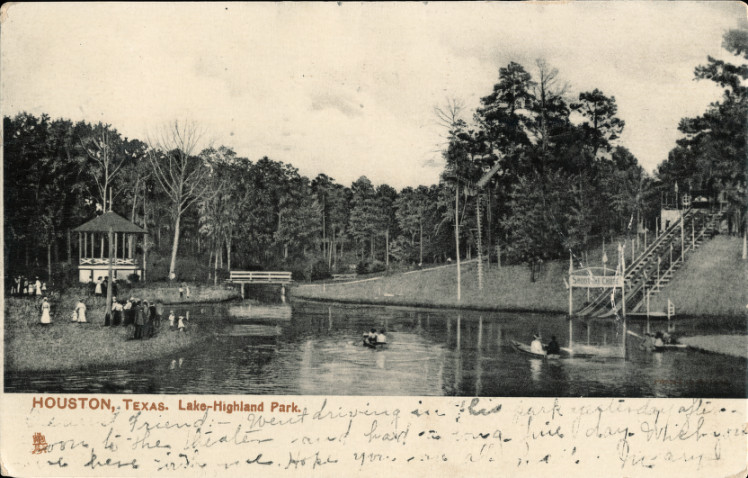
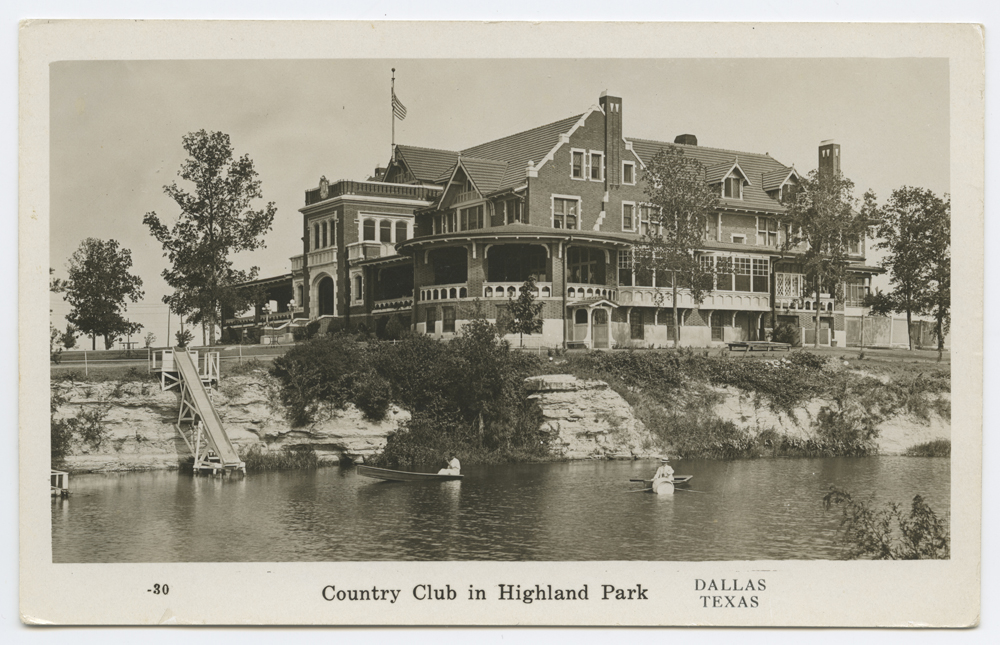
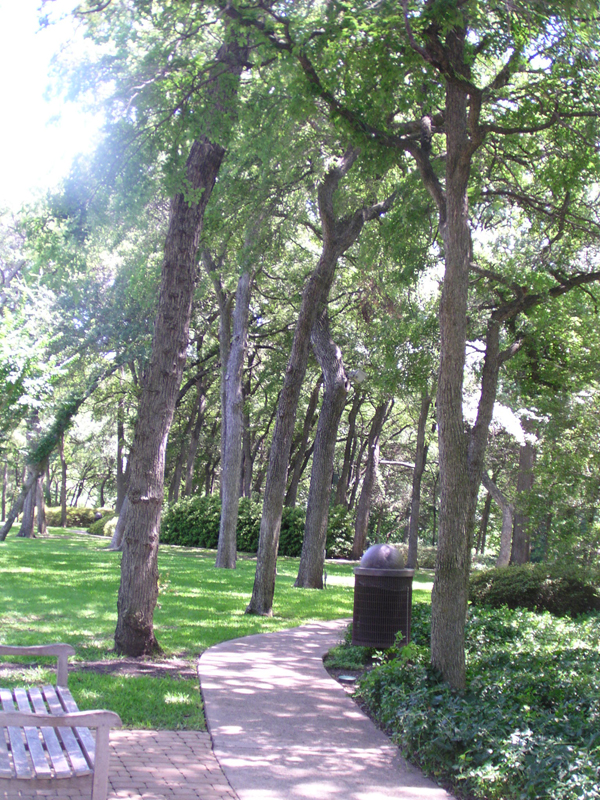